# 布魯克菲爾德鎮區 (密蘇里州林縣)
布魯克菲爾德鎮區（英語：Brookfield Township）是位於美國密蘇里州林縣的一個行政鎮區。

## 地方資料
布魯克菲爾德鎮區的面積為116.69平方千米，當中陸地面積為115.43平方千米，而水域面積為1.27平方千米。根據2020年美國人口普查的數據，當地共有人口4731人，而人口密度為每平方千米40.54人。